# 이준원 (1953년)
이준원(李準源, 1953년 4월 20일 ~ 2004년 6월 4일)은 대한민국의 기업인, 정치인이다. 경기도 파주시에서 태어난 이준원은 서울대학교에 입학하였고, KAIST에서 석사를, 미국 텍사스 주립대학교에서 박사학위를 취득하였다. 이후 현대건설에 입사해 현대그룹 임원을 거친 후 한나라당에 입당해 2002년 제3회 전국동시지방선거에서 파주시장에 당선되었다. 그러나 대학 설립과 관련해 검찰 내사를 받아왔고, 2004년 6월 4일 한강에 투신 자살했다.

## 역대 선거 결과
| 실시년도 | 선거      | 대수 | 직책 | 선거구      | 정당     | 득표수    | 득표율          | 순위 | 당락 | 비고           |
| -------- | --------- | ---- | ---- | ----------- | -------- | --------- | --------------- | ---- | ---- | -------------- |
| 2002년   | 지방 선거 | 41대 | 시장 | 경기 파주시 | 한나라당 | 33,651 표 | \| \| 41.64% \| | 1위  |      | 초선, 민선 3기 |
|          | 41.64%    |      |      |             |          |           |                 |      |      |                |

| 전임 송달용 | 제41대 경기도 파주시장(민선) 2002년 7월 1일 ~ 2004년 6월 4일 | 후임 류화선 |